# East-West Sounds
East-West Sounds Pty Ltd er en australsk-newzealandsk distributør af blandt andet samples.
Via East-West Communications repræsenterer de også:
- Best Service (Tyskland)
- Quantum Leap (USA)
- Zero-G (Storbritannien)

Quantum Leap producerer blandt andet samples fra orkestre. De adskiller sig fra en af deres primære konkurrenter Vienna Symphonic Library, ved at lave "våde" samples (dvs. samples med rumklang).[kilde mangler]